# Remenyik Zsigmond
Remenyik Zsigmond László (Dormánd, 1900. július 19. – Budapest, 1962. december 30.) magyar író.

## Életpályája
Szülei Remenyik László és Martinovics Sarolta voltak, vidéki nemesi családból származott. A nagyváradi jogakadémián tanult. Tanulmányait félbehagyva, 1920-ban Dél-Amerikába utazott, ahol 6 évet töltött. Az emberi nyomor oly mélységeit fedezte fel, ami egész életre szóló élményt jelentett számára. Spanyolul megtanulva az első chilei avantgárd művészeti csoport vezetője lett. 1922–23-ban két spanyol nyelvű kötete jelent meg. 1926-ban Kassák Lajossal találkozott Bécsben. Hazatérése után kapcsolódott be az irodalmi életbe. 1936-ban a Szép Szó munkatársa, majd József Attila halála után egyik szerkesztője volt. 1939-ben nehéz anyagi helyzete miatt kivándorolt az Amerikai Egyesült Államokba, de 1941-ben ismét hazatért.

## Munkássága
Első írásait A Hét, a Ma, a Nyugat és a Független Szemle közölte. 1932-ben adta ki az Apocalipsis Humana sorozatban első regényét. A nyárspolgári világot gúnyolta szakadatlanul, pl. Olivér és az embervilág (1936) művében. Tragikomédiáiban az erkölcsi züllés áldozatait vitte színre (Blöse úrék mindenkinek tartoznak). Szenvedélyessége, keserű valóságszemlélete, ironikus és avantgárd látásmódja, a tragikum iránti fogékonysága, antinácizmusa és pamfletre hajló indulatai határozzák meg szatíráinak jellegét. 1945 után írta az Apocalipsis Humana regénysorozat nagy részét; ezekben a század első negyede széthulló úri társadalmának életét, a vidéki kúriák süllyedő világát ábrázolta éles szatírával és erős kritikai felhanggal.

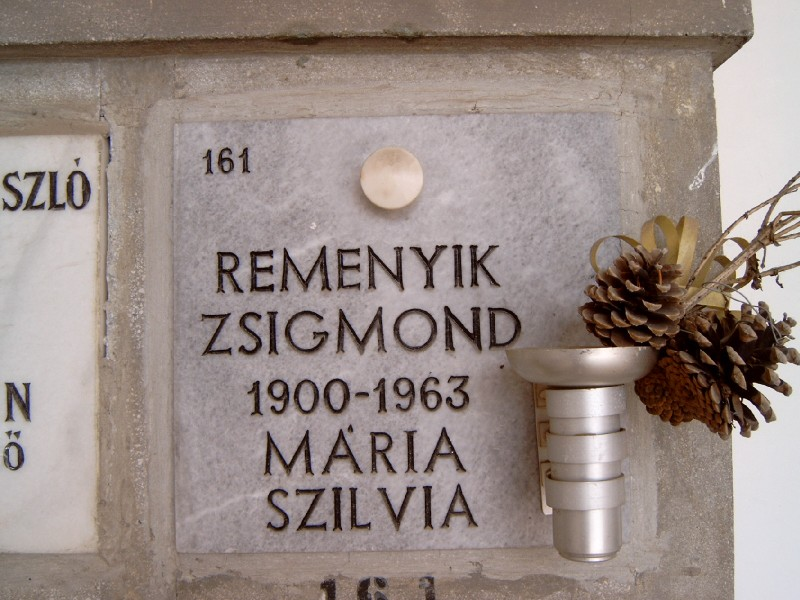
Hamvai Budapesten, a Farkasréti temetőben (610-161. templomi fülke)

## Művei

### 1944-ig
- La tentación de los asesinos. Epopeya; Tour Eiffel, Valparaiso de Chile, 1922
- Las tres tragedias del lamparero alucinado!; Agitación, Lima, 1923
- Hetedik hónap. Regény; Új Föld, Bp., 1927
- Bolhacirkusz. Regény; Spitzer Ny., Bp., 1932 (Apocalipsis humana)
- Mese habbal. Regény; Faust, Bp., 1934 (Apocalipsis humana)
- A költő és a valóság; Pantheon, Bp., 1935 (Apocalipsis humana)
- Saroküzlet (színdarab, 1936)
- Bűntudat. Egy Goethe-idézet margójára; Pantheon, Bp., 1937 (Apocalipsis humana)
- Nagytakarítás vagy A szellem kötéltánca; Viktóra, Bp., 1937 (Apocalipsis humana)
- Téli gondok; Pantheon, Bp., 1937 (Apocalipsis humana)
- Sarjadó fű; Cserépfalvi, Bp., 1938 (Apocalipsis humana)
- Olivér és az emberi világ. Regény; Athenaeum, Bp., 1940 (Apocalipsis humana)
- Vész és kaland; Athenaeum, Bp., 1940 (Apocalipsis humana)
- Amerikai ballada; Antiqua, Bp., 1942 (Apocalipsis humana)
- Az atyai ház. Színmű; Új Idők, Bp., 1943 (Apocalipsis humana)
- Pernambucói éjszaka. Regény; Új Idők, Bp., 1943 (Apocalipsis humana)

### 1945–
- Északi szél. Regény; Révai, Bp., 1947 (Apocalipsis humana)
- Élők és holtak. Regény; Révai, Bp., 1948 (Apocalipsis humana)
- Emberevők között; rend. utasítás Ispánki János; Művelt Nép, Bp., 1953 (Bábszínpad)
- A nagy csata. Színmű; bev. Esze Tamás, rendezői utasítás Seregi László; Művelt Nép, Bp., 1953 (Színjátszók könyvtára)
- Az ebéd. Korkép; Móricz Zsigmond Ebéd c. elbeszélésének felhasználásával írta Reményik Zsigmond; Népszava, Bp., 1954 (Műsorfüzet)
- Por és hamu. Korrajz és vallomás; Magvető, Bp., 1955
- Vándorlások könyve. Példázat és kaland; Szépirodalmi, Bp., 1956
- Bolond história. Kisregény; Magvető, Bp., 1957 (Apocalypsis humana)
- Ősök és utódok. Krónika; Magvető, Bp., 1957 (Apocalypsis humana)
- Könnyű múzsa. Vidám regény; Szépirodalmi, Bp., 1957 (Apocalipsis humana)
- Ebből egy szó sem igaz. Arckép és történet; Szépirodalmi, Bp., 1958 (Apocalypsis humana)
- Afrikai románc; Szépirodalmi, Bp., 1960 (Apocalipsis humana)
- Őserdő / Vész és kaland. Életrajz és regény; Magvető, Bp., 1960 (Apocalipsis humana)
- Az atyai ház / Kard és kocka / "Vén Európa" Hotel; Szépirodalmi, Bp., 1961 (Apocalipsis humana)
- Jordán Elemér első hete a túlvilágon; Magvető, Bp., 1962 (Apocalipsis humana)
- Sarjadó fű. Életrajz és regény; Szépirodalmi, Bp., 1962
- Az idegen; Magvető, Bp., 1963 (Apocalipsis humana)
- Akár tetszik, akár nem... Színművek; Szépirodalmi, Bp., 1963
- Költő és a valóság; Magvető, Bp., 1965
- A keselyű; Magvető, Bp., 1967
- A vén telepes Carmelo története; Magvető, Bp., 1969
- "Vén Európa" Hotel 1-2.; utószó Thurzó Gábor; Magvető, Bp., 1974
- Pokoli disznótor (dráma, 1978)
- A képzelgő lámpagyújtogató. Fordítások Reményik Zsigmond spanyol nyelvű műveiből; vál., szerk. Fogarassy Miklós, előszó, ford. Scholz László, utószó E. Nagy Sándor; Magvető, Bp., 1979 (Magyar tallózó)
- Remenyik Zsigmond szatirikus esszéiből / Nagytakarítás vagy A szellem kötéltánca / Téli gondok / Ismeretlen Voltaire-levelek; sajtó alá rend., utószó E. Nagy Sándor; Magvető, Bp., 1980 (Magyar hírmondó)
- Különös utazás; Magvető, Bp., 1981 (Rakéta regénytár)
- Amerikai ballada; szöveggond., utószó E. Nagy Sándor; Magvető, Bp., 1986 (Remenyik Zsigmond művei)
- Aguida, mon amour; franciára ford. Ferdinandy György; Shark Print, Kaposvár, 2000 (Editio plurilingua)
- Blöse úrék mindenkinek tartoznak; in: Avantgárd színművek; vál. Kerényi Ferenc, szöveggond., utószó Tarján Tamás; Unikornis, Bp., 2000 (A magyar dráma gyöngyszemei)
- Pokoli disznótor. Felnőtt mese zenével. Nemzeti színházi változat; zene Márkos Albert; Nemzeti Színház, Bp., 2008 (Nemzeti Színház színműtár)